# Manglaur
Manglaur es un pueblo y  nagar Panchayat situado en el distrito de Haridwar,  en el estado de Uttarakhand (India). Su población es de 52971 habitantes (2011). Se encuentra a 10 km de Roorkee, y a 175 km de Delhi

## Demografía
Según el censo de 2011 la población de Manglaur era de 52971 habitantes, de los cuales 27761 eran hombres y 25210 eran mujeres. Manglaur tiene una tasa media de alfabetización del 59,04%, inferior a la media estatal del 78,82%: la alfabetización masculina es del 64,12%, y la alfabetización femenina del 53,43%.